# Podocnemis lewyana
Podocnemis lewyana är en sköldpaddsart som beskrevs av  Duméril 1852. Podocnemis lewyana ingår i släktet Podocnemis och familjen Podocnemididae. IUCN kategoriserar arten globalt som starkt hotad. Inga underarter finns listade i Catalogue of Life.
Arten förekommer i Colombia i avrinningsområdet av Magdalenafloden och Río Sinú.